# 史超活·冰咸
史超活·冰咸（英語：Stuart Bingham，1976年5月21日—）是英國職業的斯诺克選手。他是世界斯诺克锦标赛和溫布利大師賽冠軍。截至2022年斯諾克世界錦標賽，目前世界排名第十四位。
賓漢在三十歲才開始躋身世界頂級球手之列，2006/07球季首次打入前32名，2001/12球季首次打入前16名。他在2011年以35歲之齡贏得澳洲公開賽，是職業生涯首個排名賽錦標。2014年以38歲之齡贏得上海大師賽冠軍。2012年武漢經典賽和2013年威爾斯公開賽先後贏得亞軍。亦在2012年贏得英超冠軍。他有超過500次單桿過百，當中包括8次147。
在2015年世界司諾克錦標賽，賓漢在首次殺入四強和決賽之下，以18–15擊敗肖恩·墨菲，首度在世錦賽封王。在進入決賽的過程上，他先後擊敗世界頂尖球手奧沙利文和川普，再在決賽擊敗肖恩·墨菲，奪標過程可謂相當有說服力，而奪標後世界排名更由第10位躍升至第2位。
賓漢在2020年大師賽上贏得了他的第二個三大賽冠軍，在決賽中以10-8擊敗阿里·卡特。他以43歲零243天，打破了雷·里爾頓的紀錄，成為最年長的大師賽冠軍，此一記錄在四年後的2024年大師賽被罗尼·奥沙利文以48歲零40天超越。

## 職業生涯

### 2017/2018賽季
2017年10月24日，宾汉姆因違反世界職業撞球與司諾克協會（WPBSA）的投注規則而被禁賽六個月，並被处以2萬英鎊的罚款。
2018年4月，宾汉姆於中國公開賽上擊出第四次滿分。

### 2018/2019賽季
賓漢在2018/19賽季的開局不佳，未能晉級前兩項排名賽──里加大師賽和世界公開賽。在中國錦標賽和歐洲大師賽上，他在都敗在32強，但他很快又恢復了狀態，一個禮拜後的英格蘭公開賽，他獲得了第五個排名賽冠軍，在決賽中以9-7戰勝了老將馬克·戴維斯。賓漢在賽後採訪中提到，自上一年禁賽以來，無論在賽場上還是賽場下，都非常艱難，他為重獲冠軍而感到高興。
在2018年英國錦標賽中，賓漢進入半決賽，在半決賽以5-6輸給了馬克·艾倫。2019年2月，他在威爾士公開賽上獲得亞軍，在決賽以7-9輸給了尼爾·羅伯森。下個月，賓漢贏得了本賽季的第二個冠軍頭銜，即直布羅陀公開賽，在決賽中以4-1擊敗了衛冕冠軍瑞恩·戴。

### 2019/2020賽季：大師賽冠軍
賓漢贏得了2020年大師賽，他以10-8擊敗阿里·卡特。這是他在獲得2015年世錦賽之後的第二個三大賽冠軍。他以43歲零243天，打破了雷·里爾頓的紀錄，成為最年長的大師賽冠軍。賓漢還獲得了25萬英鎊的獎金。

### 2020/2021賽季
2020年11月，賓漢在2020年英國錦標賽的首輪比賽中擊出第七次滿分，以6-2的擊敗Zak Surety。2021年4月，賓漢在最後一輪資格賽中以10-5擊敗盧卡·布里塞爾，獲得了世界司諾克錦標賽的參賽資格。最後在半決賽中，以15-17不敵塞爾比，止步於四強。